# Out of a Dream
Out of a Dream el segundo álbum de estudio de la cantante de música country estadounidense Reba McEntire, lanzado el 27 de agosto de 1979 a través de Mercury Records. El primer sencillo del álbum, "Last Night, Ev'ry Night", fue su primer éxito entre los 30 primeros. También fue el primero en incluir una canción escrita únicamente por McEntire.
El álbum fue lanzado en formato de CD dos veces, la segunda vez con carátulas alternativas. A pesar de cierto éxito con los sencillos lanzados, el álbum no se ubicó en Billboard.

## Lista de canciones
| Lado A |                                           |                      |          |  |
| N.º    | Título                                    | Fecha de grabación   | Duración |  |
| 1.     | «(I Still Long to Hold You) Now and Then» | 6 de febrero de 1979 | 2:33     |  |
| 2.     | «Daddy»                                   | 7 de febrero de 1979 | 3:05     |  |
| 3.     | «Last Night, Ev'ry Night»                 | Marzo de 1978        | 2:59     |  |
| 4.     | «Make Me Feel Like a Woman Wants to Feel» | 7 de febrero de 1979 | 2:38     |  |
| 5.     | «That Makes Two of Us» (con Jacky Ward)   | Agosto de 1978       | 2:55     |  |

| Lado B |                      |                      |          |  |
| N.º    | Título               | Fecha de grabación   | Duración |  |
| 1.     | «Sweet Dreams»       | 7 de febrero de 1979 | 2:59     |  |
| 2.     | «I'm a Woman»        | 7 de febrero de 1979 | 3:48     |  |
| 3.     | «Rain Fallin'»       | 6 de febrero de 1979 | 3:17     |  |
| 4.     | «Runaway Heart»      | 7 de marzo de 1978   | 2:56     |  |
| 5.     | «It's Gotta Be Love» | 7 de febrero de 1979 | 2:44     |  |